# Commelina sphaerorrhizoma
Commelina sphaerorrhizoma е вид едносемеделно тревисто растение от семейство Commelinaceae.

## Разпространение
Видът е разпространен в южно-централна Африка. Може да се види в гористи местности, ливади и по крайбрежните плажове на централна Ангола, западна Замбия и южната част на Демократична република Конго.